# Joostiella caucasica
Joostiella caucasica är en tvåvingeart som beskrevs av Vaillant 1983. Joostiella caucasica ingår i släktet Joostiella och familjen fjärilsmyggor. Inga underarter finns listade i Catalogue of Life.